# 非常階段 (バンド)
非常階段（ひじょうかいだん）は、1979年にJOJO広重と頭士奈生樹によって京都で結成された世界初のノイズバンド。
ノイズマスター、キング・オブ・ノイズなどの異名を持つ。

## 来歴
- 2度のスタジオ録音、京都のロック喫茶どらっぐすとうあと同志社大学の学園祭でのライブを行った後、頭士奈生樹は脱退した。
- 1980年：T.美川ほか多数のメンバーがバンドに参加し、活発にライブ活動を行うようになる。1980年代にはノイズのライブ演奏と過激なステージパフォーマンスで全国的に知名度を上げた。特に1981年8月の新宿ロフトでのライブでは女性メンバー（実際にはAV女優の三上るか）がステージで放尿し、その模様が雑誌などに取り上げられた。
- 1982年4月：自主制作レーベル・アンバランスレコードよりファーストLP「蔵六の奇病」を発表。その後はメンバーが入れ替わりするが、JOJO広重、T.美川の2人は不動のメンバーである。
- 1984年：JOJO広重はインディーズレーベル「アルケミーレコード」を立ち上げ、非常階段の作品を多数リリースしている。非常階段は日本国内のライブハウスでの活動のほか、アメリカ、カナダ、スコットランド、フランス、イタリア、オーストリア、スイス、ノルウェー、スウェーデン、ドイツでライブ演奏を行っている。2004年にはテイチクエンタテインメントよりCD+DVD作品「真・雑音伝説」を発売し、メジャーデビューした。
- 2009年：結成30周年を記念した30枚組CDBOXが発売された。このボックスセットにより、多くのライブ音源などが日の目を見ることとなった。8月に大阪で行われた「結成30周年記念ライブ」では、メンバーが敬愛するサックス奏者坂田明が客演した。10月には新宿ロフトのイベント「DRIVE TO 2010」でTHE原爆オナニーズ、ザ・スターリンとの合体ユニット『原爆スター階段』に出演し、消火器、爆竹、魚、豚の頭や内臓などをばらまく過激なステージ演奏を行った
- 2012年：ジャズの殿堂的ライブハウス・新宿ピットインに「JAZZ非常階段」として登場、JOJO広重、美川、JUNKO、小堺文雄のメンバーに坂田明、豊住芳三郎をゲストに加えて演奏した。
  - 2012年11月18日：四谷アウトブレイクで開催されたイベント「自家発電Vol.00」でアイドルグループBiSと共演し、BiS階段としてライブをおこなう[3]。ライブ中にBiSのメンバーが鳥の臓物や生麺を客席へ投げ込むパフォーマンスを披露した[3]。
- 2013年1月16日：ボーカロイドの初音ミクをフィーチャーしたアルバム「非常階段 starring 初音ミク／初音階段」をリリース。また女性シンガーソングライター白波多カミンが初音ミクに扮するボーカリストに迎えたライブユニット初音階段を結成、同年2月2日にライブデビューした。2013年7月1日、メンバーチェンジを経たアイドルグループBiSとの合体バンド「BiS階段」を結成、同年7月2日にustream音楽番組DOMMUNEで、電撃ネットワークのギュウゾウが司会による結成記者会見を行った。また同タイトルのアルバムがavex traxから8月7日に発売された。同日、渋谷WWWにてBiS階段発売記念ライブが開催、豚の生首、パンティ、タンポン、液体物などが客席に投げ込まれる過激なステージパフォーマンスが行われ、ニコニコ生放送でustream放送された。2013年10月27日、KBS京都で行なわれたフェス『ボロフェスタ』で、ロックバンドソウル・フラワー・ユニオンとアイドルグループBiSとの合体バンド「ソウルフラワーBiS階段」が実現し、ソウル・フラワー・ユニオンの代表曲「海行かば 山行かば 踊るかばね」、ニューエスト・モデルの代表曲「こたつ内紛争」が演奏され、宮城県女川町の「蒲鉾本舗・高政」の蒲鉾が客席に投げ込まれた。2014年3月22日、渋谷O-WESTで行なわれた『闇鍋音楽祭』では、2度目の「ソウルフラワーBiS階段」が実現し、上記2曲に加えて、ジャックスの「堕天使ロック」、BiSの「nerve」が演奏された。
- 2020年2月24日：沖縄電子少女彩とのコラボレーション「彩階段」結成。ノイズと沖縄音楽と昭和歌謡をテーマにした『沖縄階段~彩の夢は夜ひらく~」をリリース。秋葉原GOODMANと難波ベアーズにてライブを開催する。

## メンバー
- JOJO広重
- T.美川(INCAPACITANTS)
- JUNKO
- 岡野太

### かつてのメンバー
- 頭士奈生樹 - 脱退
- 杉山晋太郎(元ザ・スターリン、1996年死去）
- 秋田昌美(メルツバウ） - 不定期参加
- 小堺文雄(INCAPACITANTS) - 脱退

## ディスコグラフィー
- 1980年『終末処理場』（アンバランスレコード） オムニバス盤／2000年にアルケミーレコードよりCD化
- 1982年『蔵六の奇病』（アンバランスレコード）
- 1984年『VIVA ANGEL』（アルケミーレコード）
- 1985年『KING OF NOISE』（アルケミーレコード）
- 1986年『TAPES』（アルケミーレコード）
- 1987年『LIMITED EDITION』（アルケミーレコード）
- 1988年『NO PARIS NO HEARM』（アルケミーレコード）
- 1989年『MODERN』（アルケミーレコード）
- 1990年『ROMANCE』（アルケミーレコード）
- 1991年『WINDOM』（アルケミーレコード）
- 1992年『雑音伝説』（アルケミーレコード）
- 1997年『NOISE FROM TRADING CARDS』（アルケミーレコード）
- 2003年『Split Series #01』（Monotype） - BusRatchとのスプリットアルバム。
- 2004年『LAST RECORDING ALBUM』（アルケミーレコード）
- 2004年『真・雑音伝説』（テイチクエンタテインメント） - CD+DVD
- 2007年『Both Noises End Burning』（Les Disques Victo） - Borbetomagusとのコラボレーションアルバム。
- 2008年『Polar Nights Live』（Pica Disk）
- 2009年『THE NOISE』（非常階段結成30周年記念CD30枚組BOX、アルケミーレコード）※限定500セット。
  - 過去のライブ音源や、別名義での録音などを30枚のCDに収録したボックスセット。
- 2010年『Airway / Hijokaidan』（Harbinger Sound） - en:Airwayとのスプリットアルバム。
- 2012年『JAZZ非常階段/Made In Japan』（ダウトミュージック）
- 2012年『非常階段 featuring 坂田明/Made In Studio』（ダウトミュージック）
- 2012年『蔵六の奇病30周年エディション』（テイチクエンタテインメント）
- 2013年『初音階段』（ユーリズミックス）
- 2013年『極悪の教典・完全版～日野日出志vs非常階段～』（テイチクエンタテインメント）
- 2013年『BiS階段』（avex trax）
- 2014年『BiS階段2』（avex trax）
- 2014年『咲いた花がひとつになればよい』（テイチクエンタテインメント） - 結成35周年記念アルバム
- 2014年『解体的交歓〜真夜中のヘヴィ・ロック・パーティ〜』（テイチクエンタテインメント） - ゆるめるモ!とのコラボレーションアルバム。
- 2015年『私をノイズに連れてって』（テイチクエンタテインメント） - ゆるめるモ!とのコラボレーションアルバム。
- 2015年『私をノイズに連れてってLIVE!』（テイチクエンタテインメント） - ゆるめるモ!とのコラボレーションアルバム。
- 2015年『E.G.階段／LIVE IN TOKYO 24 NOVEMBER 2013』（ALCHEMY RECORDS/SUEZAN STUDIO） - エスプレンドー・ジオメトリコとのコラボレーションアルバム。
- 2015年『Noise Join Inn』（テイチクエンタテインメント） - 大友良英とのコラボレーションアルバム。
- 2015年『Emergency Stairway To Heaven』（Cold Spring）
- 2015年『Hijokaidan featuring Nasca Car』（アルケミーレコード）
- 2016年『戸川階段』（テイチクエンタテインメント） - 戸川純とのコラボレーションアルバム。
- 2016年『Nihilism Live & U.S.A.』（テイチクエンタテインメント）
- 2016年『あヴぁ階段』（テイチクエンタテインメント） - あヴぁんだんどとのコラボレーションアルバム。
- 2016年『戸川階段LIVE!』（テイチクエンタテインメント） - 戸川純とのコラボレーションアルバム。
- 2016年『あヴぁ階段 LIVE～Final Document & U.S.A.～』（テイチクエンタテインメント） - あヴぁんだんどとのコラボレーションアルバム。
- 2016年『畑中階段』（テイチクエンタテインメント） - 畑中葉子とのコラボレーションアルバム。
- 2017年『Destroy Noise Symphony』（テイチクエンタテインメント）
- 2018年『Live! Destroy Noise Symphony』（アルケミーレコード）
- 2018年『Made in USA』（テイチクエンタテインメント）
- 2019年『乾為天』（テイチクエンタテインメント） - 結成40周年記念アルバム

## テレビ出演
- BAZOOKA!!!（2015年5月25日、BSスカパー）